# Поточанська гора
Поточанська гора — ботанічний заказник місцевого значення в Україні. Розташований у межах Нараївської сільської громади Тернопільського району Тернопільської області, на схилі південно-західної експозиції пагорба між селами Стриганці та Поточани, поруч з лісовим урочищем «Поточани».
Площа 53,1 га. Оголошений об'єктом природно-заповідного фонду рішенням № 428 четвертої сесії Тернопільської обласної ради VI скликання від 30 листопада 2016 року. Перебуває у віданні: Рекшинська сільська рада.
Створений з метою охорони та збереження в природному стані типового природного ландшафту Опілля, місць оселищ рідкісних та зникаючих видів флори та місць оселення корисної ентомофауни.